# Santo Domingo (Albay)
Santo Domingo è una municipalità di quarta classe delle Filippine, situata nella Provincia di Albay, nella Regione del Bicol.
Santo Domingo è formata da 23 baranggay:
- Alimsog
- Bagong San Roque
- Buhatan
- Calayucay
- Del Rosario Pob. (Bgy. 3)
- Fidel Surtida
- Lidong
- Market Site Pob. (Bgy. 9)
- Nagsiya Pob. (Bgy. 8)
- Pandayan Pob. (Bgy. 10)
- Salvacion
- San Andres

- San Fernando
- San Francisco Pob. (Bgy 1)
- San Isidro
- San Juan Pob. (Bgy. 2)
- San Pedro Pob. (Bgy. 5)
- San Rafael Pob. (Bgy. 7)
- San Roque
- San Vicente Pob. (Bgy. 6)
- Santa Misericordia
- Santo Domingo Pob. (Bgy. 4)
- Santo Niño